# ハイリゲンシュタット (ウィーン)
ハイリゲンシュタット (Heiligenstadt) はオーストリアのウィーン9区（デープリング）を構成する地区の1つである。1892年までは独立した基礎自治体であった。

## 地理
1875年のドナウ川河川工事以後のハイリンゲンシュタットは、ドナウ運河に接する平坦な地域と、北西側のウィーンの森にあるレオポルツベルク (Leopoldsberg) まで達する丘陵地帯で形成されている。面積219.46ヘクタール。北側はヌスドルフ (Nußdorf) とヨーゼフスドルフ (Josefsdorf) に接し、西側はグリンツィング (Grinzing)、南側はウンターデーブリング (Unterdöbling) に接する。プロープス通り (Probusgasse) は、ハイリンゲンシュタットの歴史的な中心地である。

## 歴史

### 地名の由来
地名となっているハイリゲンシュタット（「聖なる街」の意）はキリスト教が伝わる以前からこの地が聖なる地であったことを示唆している。この地に集落があったことを記した最初の文書は1120年のもので、この集落を St. Michael（聖ミカエルの意）と称していた。ミカエルはハイリゲンシュタットの紋章にも描かれている。12世紀末の文書では Sanctum Locum（「聖なる地」の意）と記されているが、これがどの場所を指しているかは不明である。カトリックの聖人であるノリクムのセウェリヌスがかつてこの地で暮らしたという説には反証があげられている。

### 先史時代から中世まで
ハイリゲンシュタットに最初に人が住み始めたのは5,000年以上前とされている。古代ローマ期の居住跡も発見されている。1872年には壁の跡が発見され、ローマ人のリメスの一部である塔が建っていたことの証明となっている。古代ローマの共同墓地も聖ヤーコプ教会近くで発見され、6世紀頃のアヴァール人の墓地も発見されている。900年頃からフランク人が続いてやってきて、最初の教会を含む住区が、現在のプファール広場 (Pfarrplatz) 付近に集まっていた。彼らは農業を行い大部分はそれを糧にして、ドナウ川（現在のハイリゲンシュテッター通り付近）でカニや魚などの漁も行っていた。ワインも作られており、ワインセラーがハイリゲンシュテッター通り沿いの丘の側から発見されている。クロスターノイブルク僧院が1250年頃、この地で葡萄園を所有していた。1304年、ヴァインハート＝フォン＝パッサウ司教は教区の司祭の死後、ハイリゲンシュタット教区の僧院の権利を与えた。中世、ハイリゲンシュタットは豊かな地の一つであり、1318年の文書ではこの地方随一とされた。
15世紀から16世紀になると、ウィーンやその郊外の町村は戦争による被害を受けた。ハイリゲンシュタットも1484年にハンガリー王マーチャーシュ1世によって荒廃し、1529年にはオスマン帝国による第一次ウィーン包囲での略奪行為によって教会が大きなダメージを受けた。しかしながら、1534年にはデープリング、グリンツィング、ハイリゲンシュタットなどこの地の教区に属する住民たちの寄付によって再興された。

### 中世以降から19世紀
宗教改革時にはハイリゲンシュタットの大部分では被害はなかったが、1683年の第二次ウィーン包囲では住民が犠牲となった。多くのハイリゲンシュタットの住民は虐殺され、土地も荒廃した。ハイリゲンシュタットの経済回復は18世紀後半に温泉を使った公共浴場の建設であった。毎日、300人ほどの人が浴場や隣接するレストランを訪れた。しかし、1875年のドナウ川河川工事以降ハイリゲンシュタットの温泉は涸れてしまい、ハイリゲンシュタットの浴場界隈の建造物が取り壊され、直線道路のグリンツィング通り (Grinzinger Straße) が通され、その脇に公園が開かれた。その後、19世紀からの中産階級の勃興によりハイリゲンシュタットは夏の避暑地や富裕層の居住地として発展を続けた。ルートヴィヒ・ヴァン・ベートーヴェンは、耳の治療もかねて温泉保養に来たときに『ハイリゲンシュタットの遺書』を書いている。1851年にオーストリア国立気象学・地球力学中央研究所 (Zentralanstalt für Meteorologie und Geodynamik) がホーエ・ヴァルテに設立され、さらに1873年にはハイリゲンシュタット墓地が開かれている。
ハイリゲンシュタットは18世紀から19世紀にかけて急成長した。1795年には3本の通りに60戸470人だった人口が1832年には94戸677人になり、1870年には244戸3,393人となった。1890年には工場も開かれ、人口は5,579人に達した。60年間で戸数は3倍以上になっている。一方、住民の水浴場であった6,000平方メートルのハイリゲンシュタット池は建設ブームによって汚染が問題となり、1920年代に埋め立てられた。

### ウィーンとの併合後
ウィーンの外環状城壁リニエンヴァル取り壊しの後、1892年にハイリゲンシュタットは周辺のジーフェリング (Sievering)、グリンツィング、オーバーデーブリング (Oberdöbling)、ウンターデープリング、ヌスドルフ、カーレンベルガードルフ (Kahlenbergerdorf) とともにウィーンに併合された。1898年にはオットー・ワーグナーによる鉄道駅がカイザー・フランツ・ヨーゼフ鉄道と、1870年に運行を開始したシュタットバーンの乗り換え地点としてハイリゲンシュタット駅が開かれている。今日、このハイリゲンシュタット駅はウィーン中心部やウィーンのすぐ北クロスターノイブルクへ向かう路線バスのターミナルとしても使われている。鉄道路線はウィーン地下鉄U4線がウィーン・ミッテ駅方面から、ウィーンSバーンS40線がフランツ・ヨーゼフ駅から、S45線がヒュッテルドルフ駅からそれぞれ結ばれており中心部への利便性が高まった。
第一次世界大戦の後、ウィーンに社会民主主義の市政府（赤いウィーン）が成立し、労働者階級の劣悪な住環境を改善するため、大量の市営住宅を建設した。その一環で1930年、ハイリゲンシュタットに集合住宅カール・マルクス・ホーフが建てられた。現在のカール・マルクス・ホーフ界隈は12世紀頃には交易船が通るドナウ本流の一部で、後に果物や野菜の菜園になっていた土地であった。カール・マルクス・ホーフは1,382戸で、オットー・ワーグナーの弟子でウィーン市の技術監督であったカール・エーンの設計により建設されている。1934年にオーストリア内戦が起こると、ここに反政府の労働者たちが立て籠もった。
元々はドナウ川から広がる丘陵地帯に葡萄畑が広がっていたが、19世紀には工場の立地が進んだ。

## 観光
ホイリゲ（ワイン酒場）が集中している地区がある。

### ベートーヴェンとの関わり
ベートーヴェンは難聴が進行する中、1802年4月から10月にかけてハイリゲンシュタットで静養している。現在ベートーヴェン記念館として保存されているプロープス通りのパン焼き小屋滞在中に『ハイリゲンシュタットの遺書』を書いている。その北数百メートルに小川沿いの「ベートーヴェンの小路」がある。

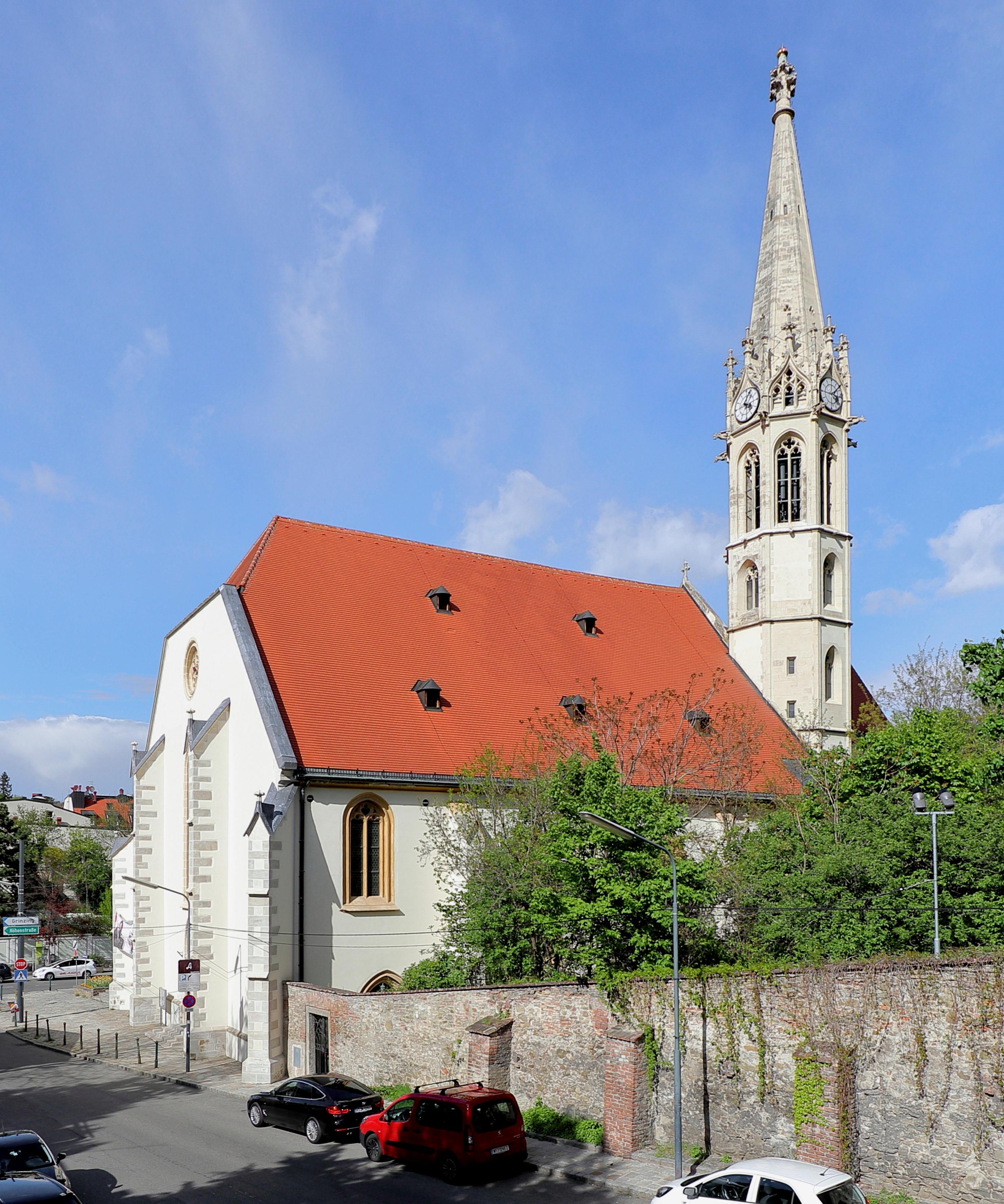
聖ミヒャエル教会
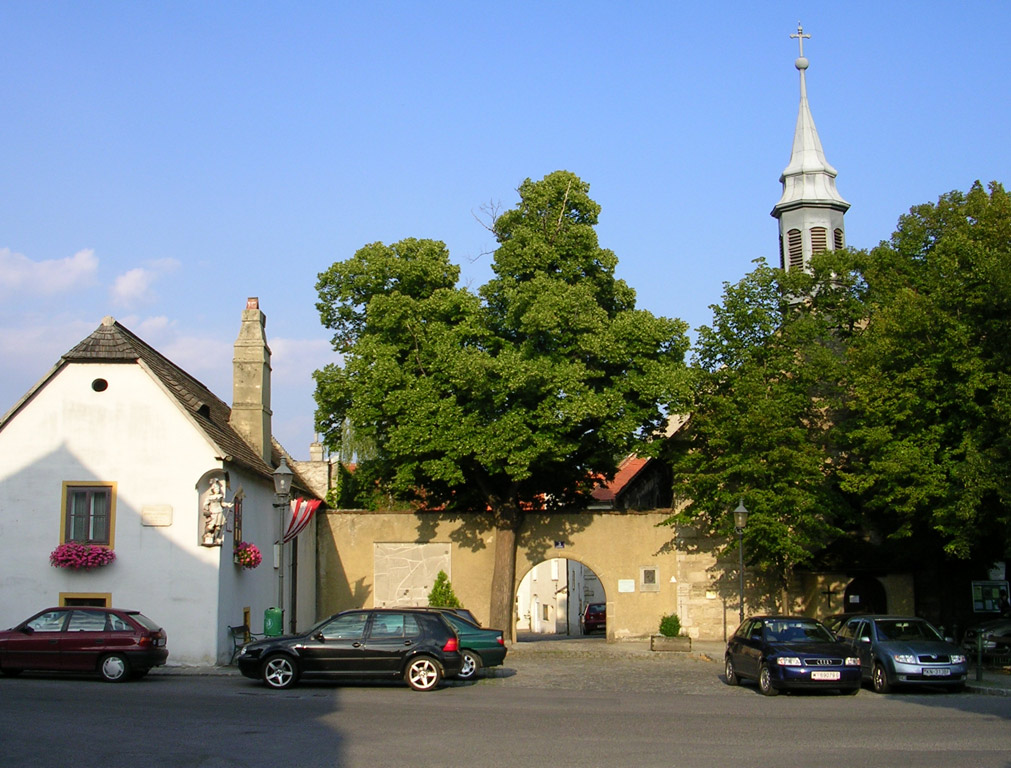
聖ヤーコプ教会
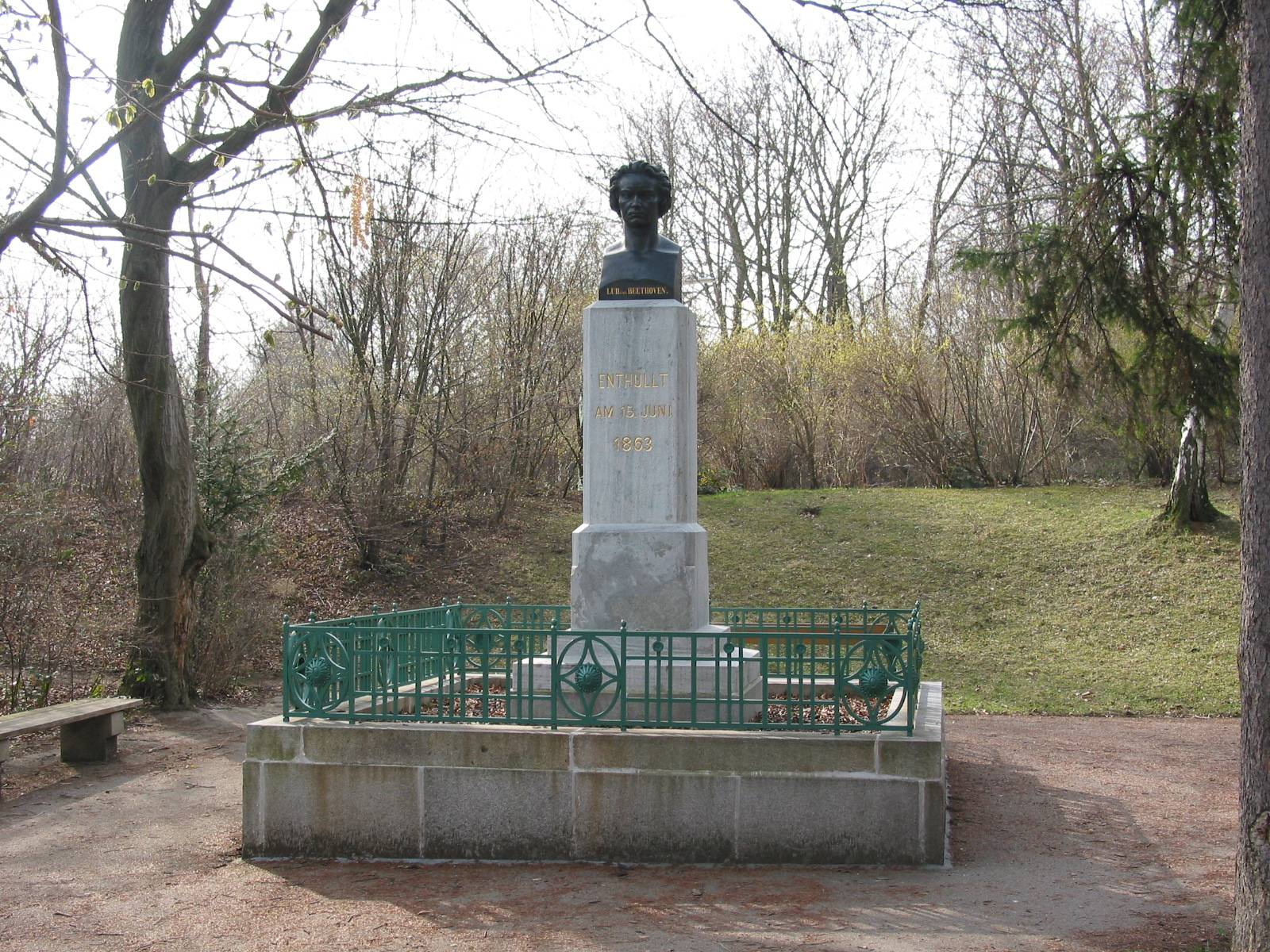
ベートーヴェン像（ベートーヴェンの小路）
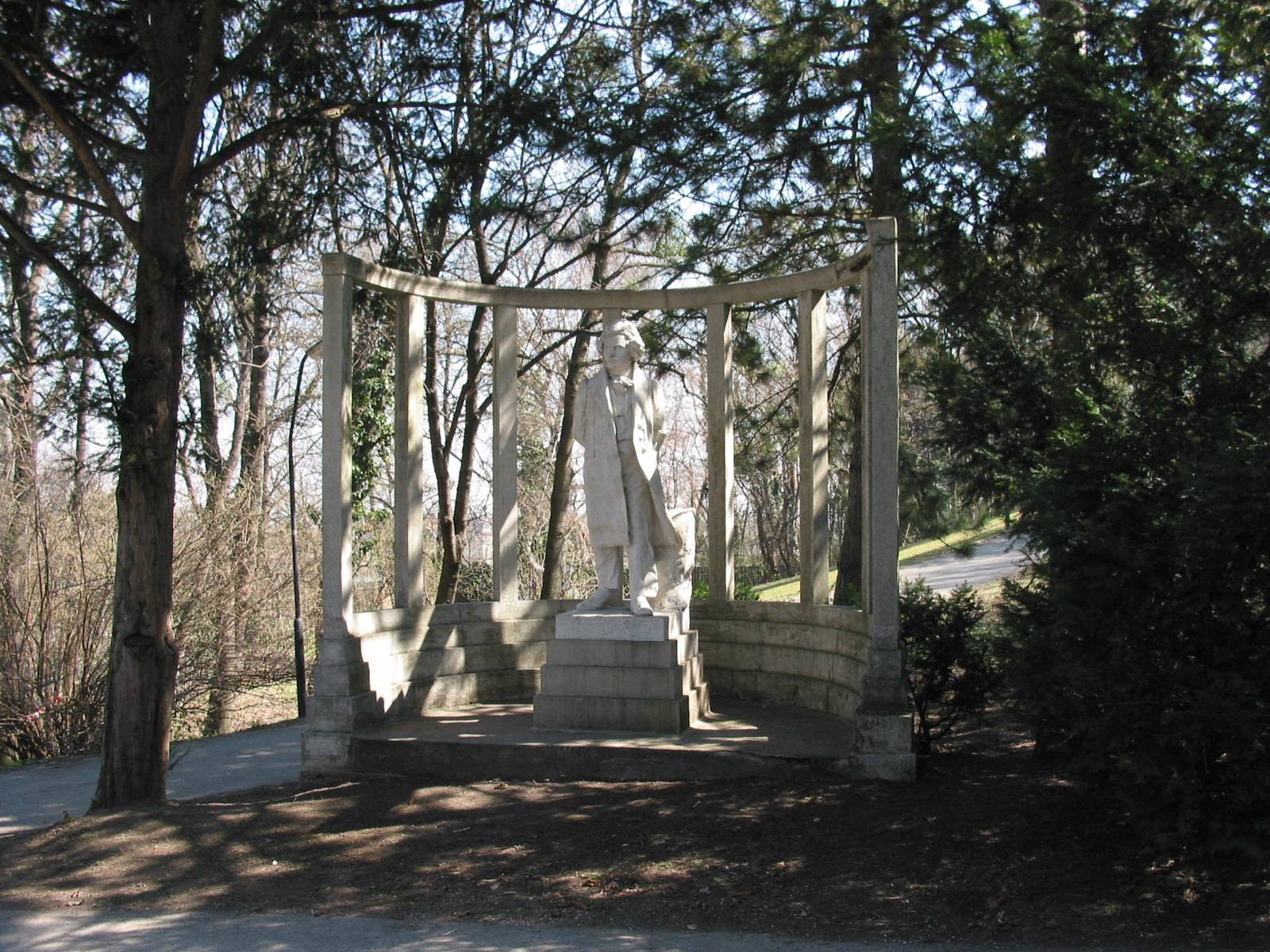
ハイリゲンシュテッター公園